# Río Mlava
El Mlava (cirílico serbio: Млава) es un río de Serbia, afluente por la derecha del Danubio de 158 km de longitud.

## Origen
El Mlava nace como el Tisnica, en las montañas Kučaj en el este de Serbia, bajo el pico Veliki Krš. Fluye hacia el norte y se curva alrededor de las laderas orientales de la montaña Beljanica, a través de una zona casi deshabitada. Al llegar a la región de Homolje, el Tisnica recibe por la derecha un caudal muy importante del pozo cársico de Žagubičko vrelo (pozo Žagubica), a una altitud de 320 metros, y desde ese punto el río es conocido como el Mlava. Medido desde el Žagubičko vrelo, el río tiene 118 km de largo.

## Curso superior (región de Homolje)
Originalmente, el Mlava fluye hacia el noroeste, pero pronto gira hacia el norte, que es la dirección general que sigue durante el resto de su curso. Pasa junto a Žagubica el centro principal del valle de Homolje, y los pueblos de Izvarica (donde recibe por la derecha al reka Jošanička), Ribare, Sige y Ladne Vode.
En esta parte, el Mlava ha excavado un largo desfiladero, Gornjčako-ribarska klisura (cirílico: Горњачко-рибарска клисура; El desfiladero de Gornjak-Ribare), que comienza en Ribare, luego su curso se hace más amplio en la localidad de Krepoljin y después se vuelve a estrechar. Al atravesar la parte final del desfiladero en el pueblo de Ždrelo, cerca del monasterio de Gornjak, el Mlava deja la región de Homolje para ingresar en la región de Mlava.

## Curso medio (región de Mlava)
En esta sección, el valle del Mlava se ensancha, ya que el río fluye junto a los pueblos de Šetonje, Malo Laole, Veliko Laole, y llega a la ciudad de Petrovac na Mlavi, el centro de toda la región de Mlava. Continúa hacia el norte, pasa por los pueblos de Kamenovo, Trnovče y Rašanac y entra en la región montañosa de Stig.

## Curso bajo (Regiónde Stig)

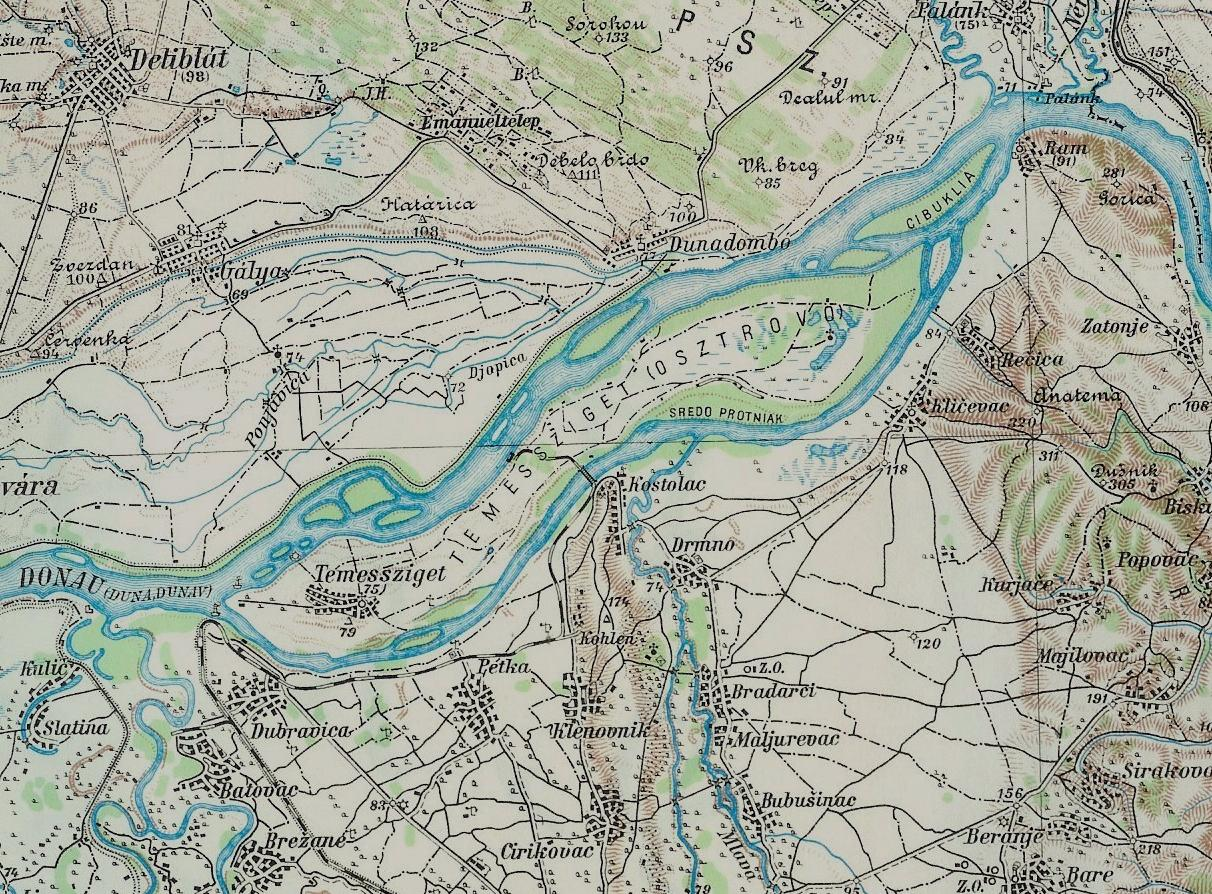
Un mapa de Ostrvo, en el curso bajo del Mlava

En el curso bajo el río se divide en varios brazos paralelos y causa frecuentes inundaciones, y aunque muchos asentamientos están situados cerca del río, ninguno está en su orilla. Los pueblos cercanos al Mlava son: Veliko Selo, Toponica, Kalište, Malo Crniće, Veliko Crniće, Salakovac, Trnjane, Nabrde, Bubushinac y Bradarac. En esta parte el río recibe a sus dos afluentes más importantes: por la izquierda el Chokordin y el Vitovnica por la derecha. Un canal del Mlava discurre varios kilómetros cerca de Pozarevac.
Las dos últimas localidades ubicadas en su curso son Drmno y la ciudad de Kostolac. 
El Mlava no desemboca directamente en el Danubio sino en uno de sus brazos, el Dunavac (en cirílico: Дунавац, el "pequeño Danubio"), que rodea la isla pantanosa de Ostrvo, la isla más grande de Serbia. En años de fuertes lluvias, el Mlava atraviesa la isla por el medio, dividiéndola en dos. Algunas fuentes lo llaman Mogila (cirílico: Могила), mientras que el Dunavac se considera el curso final del Mlava, hasta que se une al Danubio, al este de la ciudad turística de Ram. 

## Características
La cuenca de drenaje del Mlava cubre 1.830 km² y pertenece a la cuenca de drenaje del mar Negro.
El caudal anual medio en la desembocadura es de 34 m³/s.